# Portello
Il Portello (El Portell in dialetto milanese, AFI: [purˈtɛl]) è un quartiere  di Milano, appartenente al Municipio 8 e ai NIL n. 71  "Villapizzone, Cagnola, Boldinasco" e NIL n. 67 "Portello". 

## Geografia
Nel secolo scorso il cuore dell'area del Portello era occupato dallo stabilimento dell'Alfa Romeo, situato nelle immediate adiacenze della Fiera Campionaria, la vecchia Fiera di Milano, i cui padiglioni vennero realizzati già a partire dai primi anni venti del Novecento, raggiungendo il periodo di massima espansione a cavallo tra gli anni ottanta e novanta. 
Gli spazi un tempo occupati dall'impianto industriale dell'Alfa Romeo hanno subito dopo la loro dismissione un lungo processo di riqualificazione urbana, accogliendo nel tempo nuove funzioni commerciali-residenziali, mentre quelli che hanno ospitato la sede originaria della Fiera Campionaria sono attualmente oggetto di un intervento di riconversione legato al progetto "CityLife", pari a una superficie di circa 255000 m². 
Negli anni duemila, dopo il trasferimento della gran parte delle attività espositive presso il nuovo polo di Fieramilano a Rho-Pero, la quota residua degli edifici fieristici rimasti in funzione al Portello sono stati ribattezzati Fieramilanocity.

## Storia

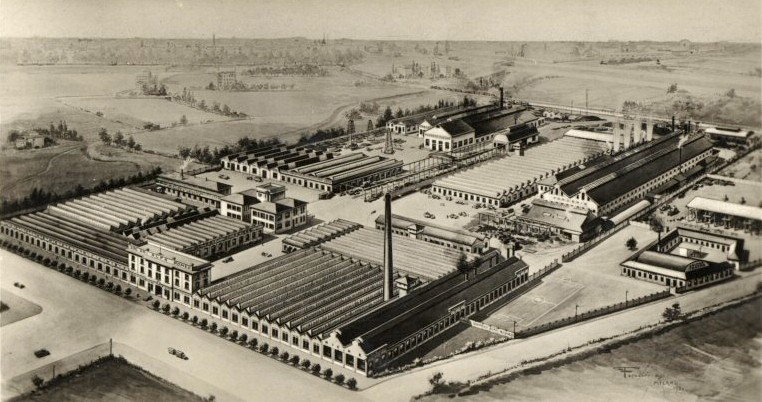
Lo stabilimento Alfa Romeo del Portello in una foto degli anni trenta

Il nome del quartiere deriva dalla "strada al Portello", un'antica strada rurale che connetteva Milano a Rho, partendo da piazza Sempione, sostituita agli inizi del XIX secolo dalla nuova strada del Sempione.
Nell'area, inizialmente posta in aperta campagna, venne ad insediarsi nel 1906 l'impianto automobilistico della Società Automobili Darracq, poi rilevato nel 1910 dalla "Anonima Lombarda Fabbrica Automobili", che in seguito divenne conosciuta come l'Alfa Romeo, dando avvio ad una intensa espansione industriale della zona, con l'apertura negli anni venti di una seconda fabbrica di automobili, ovvero quella della filiale italiana della francese Citroën, la quale ancora oggi mantiene al Portello una sede commerciale, controllata dal gruppo Stellantis in via Gattamelata 41, dove dal 2022 ha trovato sede anche Flagship Store Alfa Romeo Milano, uno spazio espositivo destinato alla vendita delle nuove autovetture Alfa Romeo.
Proprio la presenza delle fabbriche diede vita ad un processo edificatorio piuttosto intenso che portò negli anni trenta alla costruzione della cosiddetta strada di circonvallazione esterna, trasformando di fatto il Portello in un vero e proprio prolungamento urbano della città, tanto da essere scelto dal regista Luchino Visconti nel dopoguerra  per ambientarvi le riprese finali del film Rocco e i suoi fratelli.
Nel 1963, l'impianto Alfa Romeo del Portello venne affiancato dal nuovo stabilimento Alfa Romeo di Arese, per poi essere totalmente dismesso nel corso degli anni ottanta. Una parte dell'area è stata occupata dai padiglioni fieristici, collocati a sud della circonvallazione e inaugurati nel 1997, con una capacità espositiva incrementata di 74000 m² lordi, per un totale di 348230 m². L'opera, realizzata senza contributi pubblici, rappresentava per Milano un rilevante intervento di riqualificazione di aree industriali dismesse.

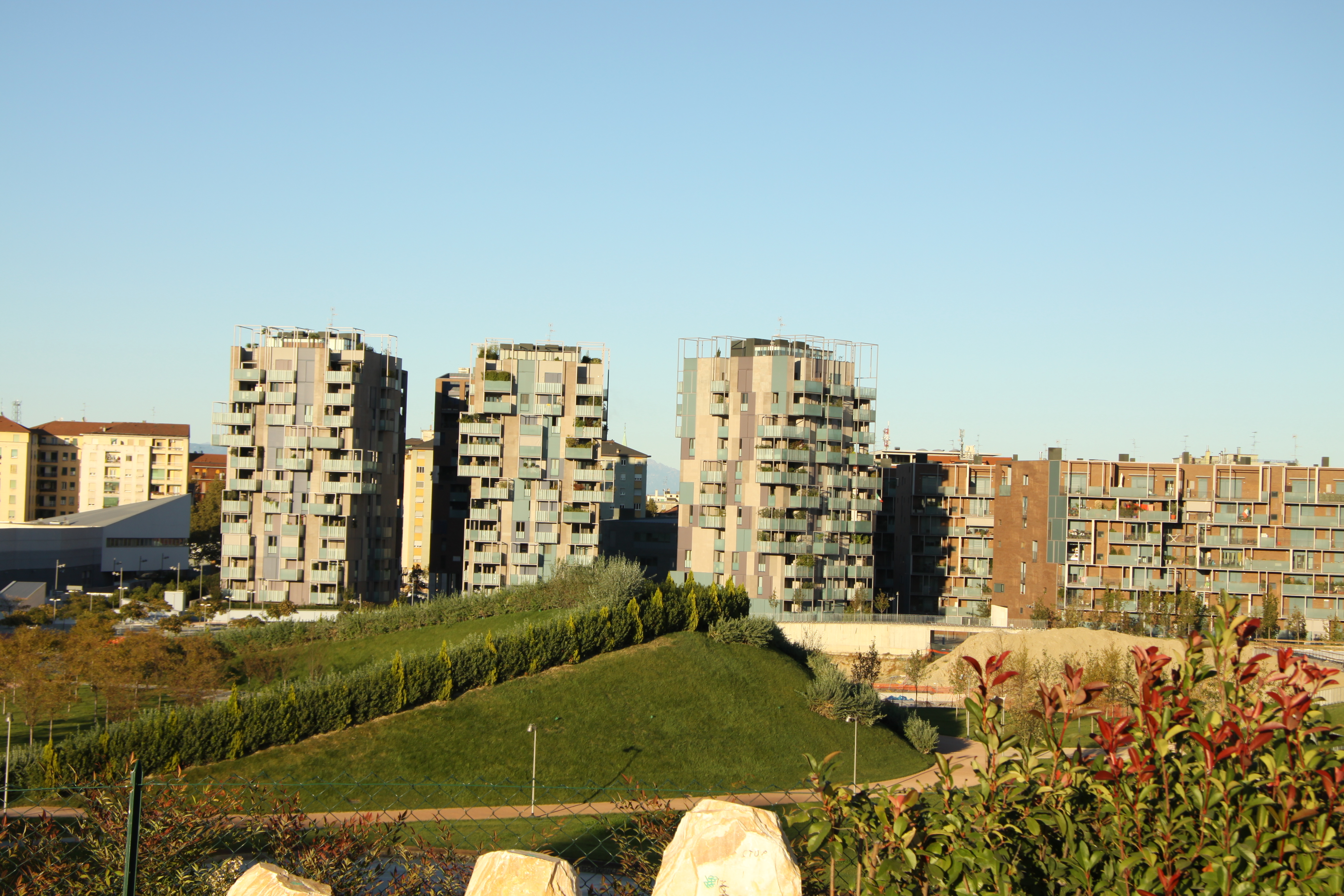
Il parco e i palazzi del Portello visti dall'alto

### Progetto di riqualificazione
Dopo l'edificazione dei padiglioni fieristici (oggi Fieramilanocity) sorse la necessità di ridisegnare un futuro anche per la restante quota delle aree ex Alfa Romeo divise dal viale Serra. Nell'ambito di tale piano, in parte firmato dallo studio degli architetti Valle, sono state previste urbanizzazioni e nuove costruzioni. Il progetto ha introdotto una serie di elementi architettonici e naturali di grande scala collegati da percorsi pedonali che oltrepassano le infrastrutture stradali esistenti e organizzano una sequenza di luoghi riconoscibili. Tuttavia, l'attuazione di tale piano ha comportato la cancellazione di alcuni edifici simbolo della memoria industriale di Milano, tra cui l'ultimo in ordine cronologico che ha riguardato la demolizione nel 2007 della originaria palazzina uffici della casa del Biscione su via Gattamelata.

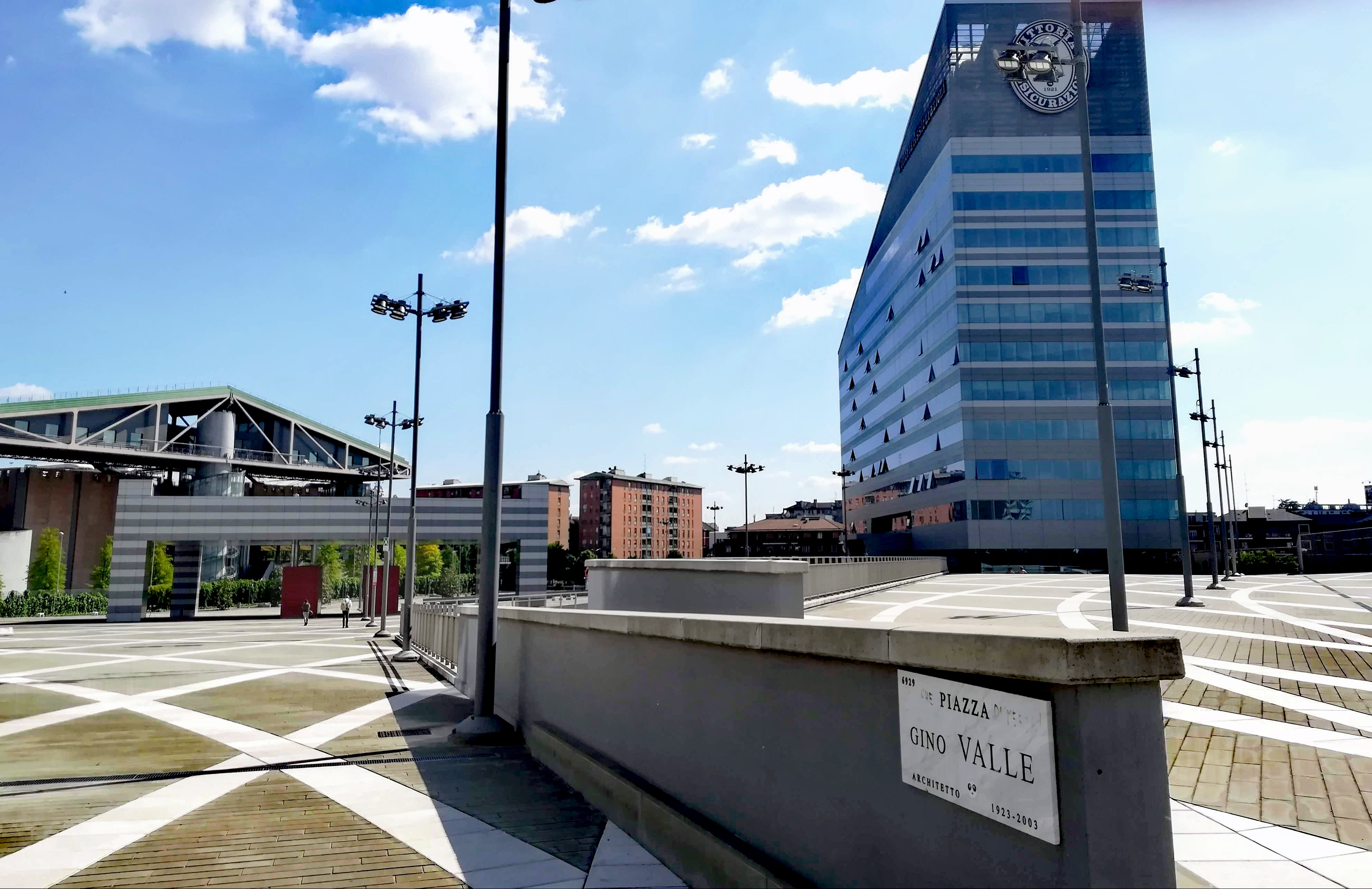
Piazza Gino Valle.

Relativamente al progetto Valle l'area interessata è di quasi 400 000 m², ripartiti in: zone residenziali, zone uffici, una grande piazza a ventaglio situata di fronte a Fieramilanocity, che è stata circondata da tre edifici destinati ad uffici, il ponte che scavalca viale Serra, un grande parco urbano di almeno 80 000 m², la piazza dell'aggregato commerciale coperta da una grande vela trapezoidale di alluminio dalla linea avveniristica, sulla quale si affacciano numerose attività commerciali e parcheggi interrati per 30 000 m². A dicembre 2013 vi ha trovato collocazione anche Casa Milan, sede dell'omonima squadra di calcio.
Dal 2020 il quartiere Portello fa parte del progetto Alpha District di marketing territoriale che ha come obiettivo la valorizzazione dell'area col patrocinio del Comune di Milano, in collaborazione con realtà della zona, producendo durante la settimana del Fuorisalone, un percorso identificativo della zona centrato sul design.

## Sport
In passato il Portello ha rappresentato la sede del club calcistico Associazione Calcio Savoia (1912-1914), che giocava le proprie partite casalinghe nel campo denominato Garage Alfa, un impianto sportivo sorto all'inizio del XX secolo all'interno dello stabilimento Alfa Romeo del Portello, inizialmente quale luogo ricreativo per i dipendenti dell'azienda. Lo stesso impianto, successivamente riammodernato, ospitò il Gruppo Calcio Alfa Romeo (1936-1942), società costituitasi all'interno del dopolavoro aziendale con l'obbiettivo di promuovere l'immagine stessa della casa automobilistica in epoca fascista. L'Alfa Romeo disputò 5 campionati di Serie C e nella squadra vi giocò tra gli altri, ai tempi del suo esordio nel mondo del calcio, il futuro campione del Grande Torino e della Nazionale Valentino Mazzola, assunto nel corso degli anni trenta dalla casa del Biscione come meccanico. Caduto in disuso durante i bombardamenti della seconda guerra mondiale l'impianto sportivo non venne più ripristinato.

### Sede Calcio Milan
Nel 2013 in via Aldo Rossi è stata aperta la nuova sede del Milan, in un palazzo della Vittoria Assicurazioni, progettata da Fabio Novembre. La sede del club meneghino era precedentemente ubicata in via Turati.

## Infrastrutture e trasporti
Dal 1964 la zona è raggiungibile tramite la Linea 1 della metropolitana di Milano, stazione Lotto e dal 2015 con la Linea 5, grazie all'apertura della stazione Portello. Su viale Serra sono inoltre presenti alcune fermate delle linee 90 e 91 della rete filoviaria di Milano.
Fino agli anni sessanta un raccordo ferroviario ad uso merci metteva in comunicazione le industrie del Portello con il fascio binari della stazione di Milano Certosa. La breve tratta ferroviaria, soprannominata dai milanesi "trenino dell'Alfa Romeo", aveva termine lungo il viale Scarampo.